# Paramesochra taeana
Paramesochra taeana is een eenoogkreeftjessoort uit de familie van de Paramesochridae. De wetenschappelijke naam van de soort is voor het eerst geldig gepubliceerd in 2010 door Back & Lee.